# Titus (série de televisão)
Titus é uma sitcom de humor negro americana que estreou na FOX em 2000. A série foi criada e estrelada por Christopher Titus. Também participaram da criação Jack Kenny, and Brian Hargrove. Essa série era baseada no número de stand-up de Christopher, que, por sua vez, era levemente baseado em sua família. Titus faz um adulto um tanto infantil, baseado nele mesmo, que tem uma loja de carros customizados (tunados). A série segue a ele, seu meio irmão Dave, sua namorada Erin, que tinha um coração de ouro, seu amigo Tommy e seu pai arrogante, bigodudo e divorciado várias vezes chamado Ken Titus

## Descrição da Série
A série foi ao ar como uma série em meia-temporada em março de 2000 e recebeu ótimas críticas. Ela teve 54 episódios divididos em 3 temporadas antes de ser cancelada em 2002.
Os personagens faziam parte, em sua essência, de famílias disfuncionais, e as situações retratadas na série são normalmente sérias e negras para figurarem em uma sitcom, incluindo morte, suicidio tentado e bem sucedido, estupro, abuso infantil, doenças mentais, raiva na estrada, violência armada, abuso de drogas, violência doméstica, alcoolismo e terrorismo, especialmente na terceira temporada.
Em um episódio, "Tommy's Not Gay", foi tratado o "jeito" de Tommy, tipicamente gay. Ele acaba enraivecido por seu pai ter assumido ser homossexual, enganando sua mãe por anos. Entretanto, mais tarde, Tommy defende seu pai contra alguns homofóbicos quando eles começam a bater em seu pai. O episódio fez referência ao assassinato real de Matthew Sheppard em Laramie, Wyoming
Cada episódio sempre começava com Titus ligando uma lâmpada incandescente que pendia do teto em um espaço neutro preto-e-branco. Uma simples cadeira de madeira ficava neste local, muitas vezes servindo para algumas piadas. Ele começava com um curto monólogo, e então a sitcom normal começava. Durante o episódio, segmentos são entrecortados com este espaço neutro onde ele narra ou comenta algo sobre o que está acontecendo.
Freqüentemente também havia flashbacks ou sonhos relevantes aos eventos.
No final, Titus faria outro monólogo, com o mesmo começo que o utilizado anteriormente, e então desligaria a luz, às vezes destruindo-a, ou mesmo usando um controle remoto.
Ocasionalmente, um alter-ego aparecia com ele. Esses alter-egos incluiam o Titus Nerd, Titus-17-anos, Titus-10-anos e Titus-5-anos.
O show, incomum para uma sitcom, usava pontos de parada bastante sérios durante alguns episódios, incluindo Christopher admitindo ser espancado por sua ex-namorada Noelle, ou que ele amava sua mãe apesar dela ser uma violenta maniaco-depressiva paranóica e esquizofrênica, e como Matthew Sheppard morreu por sua preferência sexual.

## Censura pelo canal de televisão
Mais de um episódio foi censurado/banido pela FOX, incluindo um episódio de duas partes feito alguns meses depois do 11 de setembro, que eram centrados na premissa de que o governo dos Estados Unidos acredita que Titus é um terrorista, depois que ele tem um ataque de nervos em um avião, devido ao suicidio de sua mãe.
Outro episódio, "The Protector", não foi ao ar até o final da última temporada e lidava com o fato da sobrinha de Erin, Amy, ser molestada por um homem que era seu babysiter enquanto os pais dela estavam na prisão. Este episódio fica claramente fora da ordem cronológica, já que os outros personagens não sabem que Amy é lésbica, o que lhes foi revelado no episódio "Errrr". Se "The Protector" tivesse ido ao ar na sequencia planejada, sua história faria muito mais sentido, ao ajudar a mostrar o motivo do comportamento ante-social de Amy. O episódio "The Session" também faz referência à molestação de Amy, o que não faz sentido a quem não assistiu "The Protector". O episódio "Insanity Genetic(2)" também faz referência ao "The Protector" onde Tommy fala "This one time he went after a kid with a bat, he didn't beat him like he planned."
"The Wedding" também foi ao ar fora da ordem, já que o episódio de estréia da 3ª temporada, "Racing in the Streets" lidava com a recuperação de Titus do acidente retratado em "The Pit" e continuado em "The Pendulum". Em "The Wedding" ele parece não estar afetado pelo acidente mencionado. Isso também é confirmado pelo código de produção desses episódios, que coloca "The Wedding" entre "Tommy's Girlfriend II" e "Hard Ass".